# Ron Jeffries

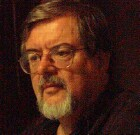
Ron Jeffries (2006)

Ronald E. Jeffries (* 26. Dezember 1939 in Washington, D.C.) ist ein US-amerikanischer Informatiker.

## Leben
Jeffries studierte Mathematik und Informatik an der Harvard University, der Creighton University, der University of Detroit und der University of Michigan. Zusammen mit Kent Beck und Ward Cunningham gehört er zu den Begründern von Extreme Programming (XP). Er ist einer der Autoren des Agilen Manifests und Mitbegründer der Agile Alliance.

## Publikationen
- mit Ann Anderson, Chet Hendrickson: Extreme Programming Installed (= The XP Series), Addison-Wesley, 2000,  ISBN 0-201-70842-6.
- Extreme Programming Adventures in C#, Microsoft Press, 2004, ISBN 978-0-7356-1949-4.
- The Nature of Software Development. Keep It Simple, Make It Valuable, Build It Piece by Piece, Pragmatic Bookshelf, 2015, ISBN 978-1-941222-37-9.